# 1956 au Manitoba
Chronologie du Manitoba
- 1952
- 1953
- 1954
- 1955
- 1956
- 1957
- 1958
- 1959
- 1960

Cette page concerne des événements survenus en 1956 dans la province canadienne du Manitoba.

## Politique
- Premier ministre : Douglas Lloyd Campbell
- Chef de l'Opposition :
- Lieutenant-gouverneur : John Stewart McDiarmid
- Législature :

## Naissances
- 7 janvier : Raymonde Gagné, née à Saint-Pierre, enseignante et femme politique franco-manitobaine, présidente du Sénat du Canada depuis le 12 mai 2023.
- 28 février : Guy Maddin, réalisateur, acteur, ingénieur du son, directeur de la photographie et scénariste canadien né à Winnipeg.

- 25 avril : Richmond « Rich » Gosselin, né à Saint-Pierre, joueur professionnel canadien de hockey sur glace devenu entraîneur.